# Hypotaenidia poeciloptera
El rascón de las Fiyi (Hypotaenidia poeciloptera) es una especie extinta de ave gruiforme de la familia Rallidae endémica de Fiyi. La especie se conoce por doce especímenes recolectados en la última década del siglo XIX en Viti Levu que se conservan en Boston, Londres y Nueva York. 

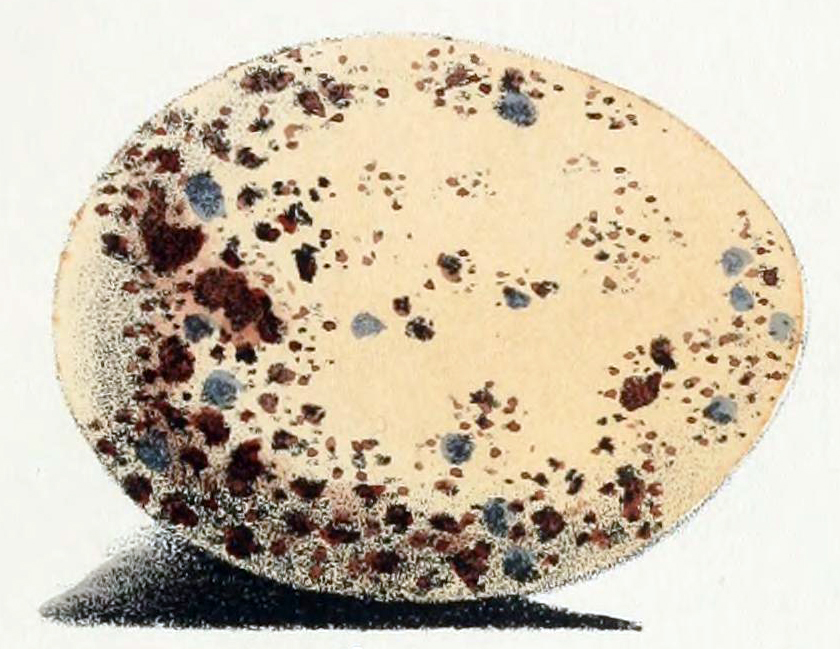
Huevo

Era una especie no voladora que anidaba en el suelo. Habitaba en los bosques y zonas pantanosas de agua dulce y se cree que desapareció por la introducción de mangostas y gatos en las islas.